# Adolf Winkelmann
Adolf Winkelmann, född 10 april 1946 i Hallenberg, Nordrhein-Westfalen, är en tysk filmregissör, manusförfattare och filmproducent.

## Utmärkelser
Winkelmann har bland annat vunnit Tyska filmpriset tre gånger.

## Filmografi i urval
- 1978 – Kom så flyttar vi (manus och regi)
- 1981 – Jede Menge Kohle (regi)
- 1987 – Peng! Du bist tot! (regi)
- 1993 – Nordkurve (regi)
- 1996 – Den siste kuriren (regi)
- 2016 – Junges Licht (manus och regi)